# Nemanja Rnić
Nemanja Rnić (serbisch-kyrillisch Немања Рнић; * 30. September 1984 in Belgrad, SFR Jugoslawien) ist ein ehemaliger serbischer Fußballspieler. Seine Hauptposition war die Innenverteidigung.

## Karriere

### Verein
Rnić begann mit dem Fußballspielen in der Jugend des FK Partizan und spielte von 2004 bis 2008 in deren erster Mannschaft. Im Juli 2008 wechselte er ins Ausland und unterzeichnete einen Vertrag beim RSC Anderlecht in der belgischen Jupiler League. Nach drei Jahren beim RSC, in denen er als Ergänzungsspieler nur zu 16 Einsätzen kam und zuletzt für ein halbes Jahr an Germinal Beerschot ausgeliehen wurde, kehrte Rnić im Sommer 2011 nach Belgrad zurück. Bei Partizan blieb der Verteidiger bis Juni 2012, ehe er sich nach einem halben Jahr der Vereinslosigkeit im März 2013 dem ukrainischen Verein Hoverla Uzhgorod anschloss.
Im August 2013 unterschrieb er beim Wolfsberger AC einen Vertrag über zwei Jahre. Nach 45 Spielen in der Österreichischen Bundesliga für den WAC verlängerte er seinen Vertrag nicht und begab sich im Sommer 2015 auf Vereinssuche. Nachdem die Suche jedoch erfolglos geblieben war, kam er Anfang September wieder beim WAC unter. Dort unterschrieb Rnić vorerst einen Vertrag bis zum Ende der Saison. In seinem zweiten Engagement beim WAC, das sechs Jahre dauerte, kam der Serbe zu 138 Bundesligaeinsätzen. Nach der Saison 2020/21 beendete er seine Karriere.

### Nationalmannschaft
Unter Ilija Petković debütierte Rnić am 8. Juni 2005 im kanadischen Toronto beim Freundschaftsspiel gegen Italien für das A-Team Serbien und Montenegros.
Nach der Auflösung des Staatenbundes Serbien und Montenegro spielte Rnić für die U-21 Nationalmannschaft Serbiens und seit 2008 für die serbische Fußballnationalmannschaft.